# 무라쓰바키촌
무라쓰바키촌(村椿村)은 도야마현 시모니카와군에 있던 촌이다.

## 역사
- 1889년 4월 1일 - 정촌제 시행에 의해 시모니카와군 무라쓰바키촌이 성립하였다.
- 1940년 2월 11일 - 맛카이치정, 다이에촌, 이시다촌, 오후세촌, 마에자와촌,오기우촌, 와카구리촌과 합병해, 사쿠라이정이 성립하였다.

## 참고문헌
『市町村名変遷辞典』東京堂出版、1990年。